# Larcat
Larcat är en kommun i departementet Ariège i regionen Occitanien i södra Frankrike. Kommunen ligger  i kantonen Les Cabannes som ligger i arrondissementet Foix. År 2022 hade Larcat 49 invånare.

## Befolkningsutveckling
Antalet invånare i kommunen Larcat
Referens: INSEE